# Розумні папки
Smart Folders (укр. розумні папки) — самооновлювані папки в Mac OS X, котрі фактично ведуть безперервний цілодобовий пошук за заданим користувачем критерієм.

## Про "розумні" папки
«Розумні папки» багато в чому нагадують «розумні» альбоми в iPhoto та плейлісти в iTunes, розумні папки в Mail і т.д. 
Насправді, «розумна» папка виконує пошук по заданому критерію тільки в момент її відкриття. Але оскільки пошук відбувається дуже швидко і завжди дає актуальні результати, виникає враження, ніби він ведеться постійно.